# Mikirō Sasaki
Mikirō Sasaki (佐々木幹郎), ou Mikio Sasaki, (né le 20 octobre 1947) est un poète japonais et écrivain voyagiste, lauréat de l'édition 2003 du prix Yomiuri pour des essais sur les voyages. Sasaki remporte le prix pour son livre Ajia kaidō kikō: umi wa toshi de aru (A Travel Journal of the Asian Seaboard, 2002),. Il a publié plus d'une vingtaine de recueils de poésie et de livres de voyage. Son Demented flute: selected poems, 1967-1986 est publié en anglais en 1988. Sasaki vit maintenant dans un chalet de montagne dans la préfecture de Nara.

## Prix et distinctions
- 1988 : 10e « prix culturel » de la fondation Suntory pour son travail consacré à Chūya Nakahara
- 1990 : Prix spécial du scénario au Grand Prix Golden Prague
- 1992 : 22e prix Sunao Takami pour son recueil de poèmes intitulé The Honey-Hole, publié l'année précédente
- 2003 : 55e prix Yomiuri de littérature de voyage pour A Travel Journal of the Asian Seaboard
- 2012 : 20e prix Sakutarō Hagiwara pour Ashita (明日)

## Source de la traduction
- (en) Cet article est partiellement ou en totalité issu de l’article de Wikipédia en anglais intitulé « Mikirō Sasaki » (voir la liste des auteurs).